# Brad Bergen
Bradley Ronald Bergen (* 16. März 1966 in Prince Albert, Saskatchewan, Kanada) ist ein ehemaliger deutsch-kanadischer Eishockeyspieler, der zuletzt beim SERC Wild Wings in der 2. Bundesliga spielte. Nach der Saison 2007/08 beendete er seine Karriere.

## Spielerkarriere
Der 1,80 m große Verteidiger begann seine Karriere bei den Saskatoon Blades sowie den Prince Albert Raiders in der kanadischen Juniorenliga Western Hockey League, bevor er im Sommer 1987 nach Deutschland in die Oberliga nach Dortmund wechselte. Nach einer Saison wechselte er innerhalb der Liga nach Königsbrunn. Von dort wechselte er im Sommer 1992 zum EC Ratingen in die Eishockey-Bundesliga.
Nach eineinhalb Jahren bei den Löwen ging der Rechtsschütze zum Lokalrivalen Krefelder EV, für dessen DEL-Team Krefeld Pinguine er auch nach der Einführung der neuen deutschen Eishockey-Profiklasse auf dem Eis stand. 1995 wechselte Bergen zur Düsseldorfer EG, mit denen er schon im ersten Jahr Deutscher Meister werden konnte. Nach drei Jahren Düsseldorf wechselte der Kanadier schließlich zu den Augsburger Panthern, 2000 folgte ein Engagement bei den Adler Mannheim, mit denen er 2001 seine zweite Meisterschaft gewinnen konnte. Seine bisher letzte DEL-Station, bevor er zu den Wild Wings ging, waren die Eisbären Berlin, für die Bergen von 2002 bis 2004 auf dem Eis stand. Nach der Saison 2007/08 beendete er seine Eishockeykarriere im Alter von 42 Jahren.
In der deutschen Nationalmannschaft kam er zwischen 1996 und 1998 zu Einsätzen, dabei war er Teil der Mannschaft bei den Olympischen Winterspielen 1998 in Nagano.

### Vergewaltigungsanklage
Vor der Saison 2003/04 befand sich Bergen mit dem Mannschaftskader der Eisbären Berlin in Schweden zur Vorbereitung auf die bevorstehende Saison. Dort wurde er mit seinem Mannschaftskollegen Yvon Corriveau am 23. August von einer 20-jährigen Schwedin der Vergewaltigung angezeigt. Obwohl beide ihre Unschuld beteuerten, wurden sie für insgesamt 18 Tage in Untersuchungshaft genommen. Nachdem sich die Anschuldigungen als falsch erwiesen, wurden Bergen und Corriveau am 10. September aus der Haft entlassen und die Ermittlungen eingestellt.

## Erfolge und Auszeichnungen
- 1996 Deutscher Meister mit der Düsseldorfer EG
- 1998 Teilnahme am DEL All-Star Game
- 2001 Deutscher Meister mit den Adler Mannheim

## Karrierestatistik
(Legende zur Spielerstatistik: Sp oder GP = absolvierte Spiele; T oder G = erzielte Tore; V oder A = erzielte Assists; Pkt oder Pts = erzielte Scorerpunkte; SM oder PIM = erhaltene Strafminuten; +/− = Plus/Minus-Bilanz; PP = erzielte Überzahltore; SH = erzielte Unterzahltore; GW = erzielte Siegtore; 1 Play-downs/Relegation; Kursiv: Statistik nicht vollständig)
Playoff-Statistiken evtl. unvollständig